# 堀池秀人
堀池 秀人（ほりいけ ひでと、1949年9月1日 - 2015年6月19日）は、日本の建築家、都市計画家。堀池秀人都市・建築研究所、堀池秀人アトリエを主宰。前衛的な建築を行うことで有名。

## 経歴
長崎県長崎市生まれ。長崎県立長崎東高等学校、東京理科大学工学部建築学科卒業。東京大学大学院博士課程（都市工学専攻）修了。
1996年、三枝成彰の紹介で知り合った、フリーアナウンサーの南美希子と結婚。同年に一児をもうける（このとき夫人は40歳を越えており高齢出産として話題となった）。子育て参加を積極的に行っていることをマスコミに報道され、理想の父親像としても知られていたが、2013年9月に離婚。直後に一般人と三度目の結婚。2015年6月19日に65歳で死去した。南は、堀池の再婚について「看取ってくれる人がいて良かった」と述べている。
結婚生活は本人曰く「実験」という呼び名がふさわしいという、共同生活的なものであり、寝室・浴室・便所・書斎等を全て別々にし、寝る時間も仕事に出かける時間もバラバラという当時としては珍しい形態であった。
息子は歌人の小佐野彈、音楽家のShu(堀池秀)。

## 人物
大学時代は、喫茶店のコーヒー代を払えないことから、何時間も表参道のガードレールに腰かけ行きかう人や車を眺めていた。
学生運動ど真ん中の世代であったことから、当時の他の学生と同じくヘーゲルやマルクスを読み漁っていた。
活字中毒を自覚し、コースター、ナプキン、レシート等にメモから文脈に対する批判などを書き連ねていた。
デッサンの授業で、精緻を極めようとなかなか手が動かなかったところ、講師であった岡本太郎から「デッサンには、心、つまり気持ちをぶつけなくては・・」と言われた。また、その後岡本の助手からは「機械製図じゃないんだよ、しょうがないなあ。」と言われ落胆した。
中学3年の時に、親族の通う医学部の展示会で人間が正常な脳の働きを期待できる時間が睡眠4時間であると知り、レポートに忙殺されていた大学時代から睡眠時間を4時間とした。四時間睡眠のコツは、休日も含めて毎日同じ時間帯に規則的に眠ること。
大学院時代には初めて一人で欧州一周をし、フランスの田舎や、スロバキアやブカレストなどで英語が通じない人々と出会った、そういった場所での便法は女性と知り合うことだという。
大学院時代ハーバード大学の教授であった数学者の広中平祐の知己を得て、はるばるボストンから堀池の事務所設立10周年記念パーティに来てもらうなど親交を深める。広中から、数学であっても新たな地平を切り拓くには感性を磨くことが大切であることを伝えられたことに感銘を受け、その後の堀池の建築コンセプトの大半は数学のイメージから来ている。
愛車歴は、セコハンのカローラに始まり、ホンダS600やトヨタS800を経て、サニークーペやブルバードSSSにも短期間乗ったが、ミニクーパー、シビックRSに乗り継いだあたりから、必要最小限の車体と装備の車が好きになり、BMW320iやフィアットx１/９を2台乗る。海外の拠点が生じてからは、ポルシェ944ターボ、キャデラック、リンカーンコンチネンタル、メルセデスの420SEL、560SEL、フォルクスワーゲン・シングと増え続けたが、車が趣味と言うわけではない。なお、上記の所有車の中でも、ポルシェ特に911は別格と考えている。
1980年頃自邸を建設し、数年間住んでいたが、住みながら感じる違和感に対し、自作であるから自分には文句は言えないことに苛立ち、以後は他人の設計したマンションに住むようにしていた。
1988年頃、ニューヨーク東京の姉妹都市記念パーティーにて小説家の森瑤子と知り合い、パリ、ニューヨーク、カサブランカ等世界各地で交歓。月刊誌『ゲイナー』にて往復書簡形式での連載開始、『男語おんな語翻訳指南』として出版する。森の他界時、愛用のモンブランのペンが棺に納められたときにはたまらず慟哭した。
1997年、47歳の時に、若気の到りというエクスキューズが効かない年齢となった一方未熟さが抜けきれないジレンマへの卒業論文及び建築家としての変身願望の発露として、半生録『生き方を創る「設計図」』を上梓。
2002年、品川区に所在するBit-Isleの設計でJDCデザイン賞奨励賞受賞。
2002年12月12日、都市プロデューサーとして関わる宮城県白石市が、堀池が設計した公立刈田綜合病院、白石市文化体育活動センター等城下町としての歴史的外観を活かしながら現代建築の整備を進めたことを理由にデダロ・ミノス国際建築スポンサー賞を受賞、公立刈田総合病院は建築部門賞グランプリも受賞。
2005年坂田幹靖シェフの運営するレストラン銀座kanseiの設計がJDCデザイン賞優秀賞受賞 。

## 嗜好・発想
キャリアにより生じる自己薬篭化した手段を好まず、単純プランの建築であっても、例外なくゼロポイントから出発させることを旨としていた。
水平線を重視し、ソーク研究所が水平線を取り込んだ世界最高傑作であると考えていた。また、遊びと仕事のシーンが自然にラップされるシーンとして、ヨットを、日本人に必要な遊び学の例としてあげている。
自身もハワイに電話ファックス付きの42フィートのセーリングレーサー「ウルトピア」を保有し、アトリエとしても使っていた。
日頃は、建築物にプロ的視線を向けるより、漠然と建物の屋根や屋上といったスカイラインを眺めていることが多い。
「男が祖国への思いに胸を熱くすることが多いのに対し、女性はいとも簡単に国境を越えていく」との考えを持ち、建築における領域の境である門について、自身の設計では常に入る門より出る門を意識している。

## 役職
- カリフォルニア大学ロサンゼルス校（UCLA）（1982年-1995年）客員教授[25]
- マサチューセッツ工科大学客員教授[25]
- 建設省国家試験委員（1993年-1995年）
- ハワイ州ホノルル市 ワイキキ2020計画・アドバイザー
- 国土庁東京圏における「文化都心づくり」研究会委員
- 熊本大学大学院自然科学研究科教授[26]（2009年-)

## 受賞
- 1990年 - 米国建築家協会（AIA）賞、米国アーバンデザイン・ゴールデン・エッグ賞[25]
- 1991年 - 米国建築家協会（AIA）賞、米国ナショナルトラスト協会国家歴史環境保全名誉賞[25]
- 1997年 - 日本建築士会連合会賞優秀賞、建築業協会（BCS)賞[25]
- 1998年 - 日本建築学会東北建築賞[25]
- 1999年 - マーブル・アーキテクチュラル賞（イタリア）、JCDデザイン賞（ケン・ヤング賞）[25]
- 2002年 - デダロ・ミノス国際建築賞グランプリ、JCDデザイン賞（奨励賞）[25]
- 2004年 - 日本建築学会作品選奨、医療福祉建築賞[25]
- 2005年 - 日本建築家協会賞[27] 他

## 著書
- 『和英建築実務用語集』（1980年）
- 『生き方を創る「設計図」』（1997年）
- 『建築バイリンガルノート』（1999年）
- 『モダニズム建築の軌跡』（2000年）（共著。２論文が掲載。）
- 『男語おんな語翻訳指南』（2005年）
- 『まちの遺伝子―「まちづくり」を叱る』（2008年）

## 訳著
- 『ルネサンス都市』ジュウリオ・C.アルガン著（1983年）
- 『都市はどのようにつくられてきたか－発生から見た都市のタイポロジー－』アーヴィン　Ｙ．ガランタイ著（1984年）
- 『システムとしての都市－都市分析の手法－』フランシス・ファーガソン著（1985年）